# John Pullin
Pour les articles homonymes, voir Pullin (homonymie).
 John Vivian Pullin, né le 1er novembre 1941 à Owst, Thornbury (Angleterre) et mort le 5 février 2021, est un joueur de rugby à XV, sélectionné en équipe d'Angleterre au poste de talonneur. Il est quatorze fois capitaine de l'équipe d'Angleterre.

## Carrière
Il dispute son premier match international le 15 janvier 1966 contre le pays de Galles, et le dernier contre la France, le 20 mars 1976.
Pullin dispute sept test matches avec les Lions britanniques en 1968 et en 1971. Il est aussi invité à jouer avec les Barbarians en 1969.

## Palmarès
- 42 sélections (+ 2 non officielles) avec l'Angleterre.
- Ventilation par année : 1 en 1966, 4 en 1968, 5 en 1969, 4 en 1970, 6 en 1971, 5 en 1972, 7 en 1973, 4 en 1974, 5 en 1975, 1 en 1976.
- Dix Tournois des Cinq Nations disputés : 1966, 1968, 1969, 1970, 1971, 1972, 1973, 1974, 1975, 1976.